# Rosie Allwood
Rosie Allwood (eigentlich Rose Allwood, verheiratete Morrison; * 21. November 1952 in Boston Beach, Portland Parish) ist eine ehemalige jamaikanische Sprinterin.
1971 gewann sie bei den Zentralamerika- und Karibikmeisterschaften Bronze über 100 m. Bei den Panamerikanischen Spielen in Cali wurde sie Sechste über 100 m und Fünfte über 200 m.
Bei den Olympischen Spielen 1972 in München wurde sie Achte über 200 m und erreichte über 100 m das Halbfinale. In der 4-mal-400-Meter-Staffel schied sie im Vorlauf aus.
1974 wurde sie bei den British Commonwealth Games in Christchurch Siebte über 100 m und scheiterte über 200 m im Vorlauf. Im Jahr darauf holte sie bei den Zentralamerika- und Karibikmeisterschaften 1975 Bronze über 200 m.
Bei den Olympischen Spielen 1976 in Montreal wurde sie in der 4-mal-100-Meter-Staffel Sechste. Über 100 m erreichte sie das Halbfinale und über 200 m das Viertelfinale.
1979 gewann sie bei den Zentralamerika- und Karibikmeisterschaften Silber über 100 m. Bei den Panamerikanischen Spielen in San Juan wurde sie über diese Distanz Sechste und holte Silber in der 4-mal-400-Meter-Staffel.
Bei den Olympischen Spielen 1980 in Moskau wurde sie in der 4-mal-100-Meter-Staffel erneut Sechste und schied über 100 m im Viertelfinale aus.

## Persönliche Bestzeiten
- 100 m: 11,32 s, 25. Juli 1976, Montreal
- 200 m: 23,11 s, 7. September 1972, München
- 400 m: 54,2 s, 1975